# Estación Mininco
Mininco, es una estación ubicada en la comuna chilena de Collipulli de la Región de la Araucanía, que es parte de la Línea Troncal Sur. Actualmente no existen servicios de pasajeros que se detengan en esta estación, pero es utilizada para control de trenes de carga.

## Historia
La estación aparece a partir de la extensión de la Red Sur de ferrocarriles desde estación Renaico hasta estación Victoria; esta estación fue terminada con el tramo entre Renaico y estación Collipulli en febrero de 1888.
Desde su construcción hasta mediados de la década de 1960, la estación prestó servicios de pasajeros.
Actualmente la estación no presta servicios de pasajeros, sin embargo ofrece espacio para el cruzamiento de trenes de carga; su estación sigue en pie, al igual que sus andenes; posee un patio de maniobras con desvíos internos. Posee un desvío hacia la planta Plywood de CMPC Maderas.